# Scopula pallidilinea
Scopula pallidilinea är en fjärilsart som beskrevs av W. Warren 1897. Scopula pallidilinea ingår i släktet Scopula och familjen mätare. Inga underarter finns listade.